# Baia de Arieș
Baia de Arieș (en hongarès: Aranyosbánya o Offenbánya; en alemany: Offenburg) és una ciutat del comtat d'Alba (Romania). Administra cinc pobles: Brăzești (Berzesd), Cioara de Sus (Felsőcsóra), Muncelu (Muncsal), Sartăș (Szártos) i Simulești. Amb una població de 3.461 habitants (2011), va ser fins al 2004 un centre miner que extreia principalment metalls bàsics pe, peròmbé concentrats rics enarsenopirita i pirita que contenen or.
El primer escrit al respecte es troba en un document de Carles I d'Hongria des del 1325. A principis del segle xv fou declarada ciutat lliure. Més tard va perdre l'estatus de ciutat, però el va recuperar el 1998.
Els llocs turístics de Baia de Arieș més importants són el monument a l'arbre natural conegut com el “faig de l'emperador” i el monestir de Muncel.
Baia de Arieș té un clima continental càlid i estiu humit (Dfb a la classificació climàtica de Köppen).

## Demografia
Segons el cens del 2011 hi havia una població total de 3.433 persones que vivien en aquesta comuna. D'aquesta població, el 99,3% són d'ètnia romanesa, el 0,55% són hongaresos i el 0,19% d'ètnia gitana.